# Aeroporto Massey Ranch
L'aeroporto Massey Ranch (FAA LID X50) è un aeroporto situato ad Edgewater, Florida, Stati Uniti. L'aeroporto si trova all'interno di un Airpark, un centro residenziale dove le case sono costruite intorno all'aeroporto e la maggior parte degli hangar è costruita accanto alle case. L'Aeroporto opera dal 1957 ed è aperto al pubblico.